# Asuka Tasaki
Asuka Tasaki –en japonés, 田崎 明日花, Tasaki Asuka– (28 de mayo de 1997) es una deportista japonesa que compitió en natación sincronizada. Ganó dos medallas de bronce en el Campeonato Mundial de Natación, en los años 2015 y 2017.

## Palmarés internacional
| Campeonato Mundial | Campeonato Mundial | Campeonato Mundial | Campeonato Mundial |
| Año                | Lugar              | Medalla            | Prueba             |
| ------------------ | ------------------ | ------------------ | ------------------ |
| 2015               | Kazán (Rusia)      | Medalla de bronce  | Combinación libre  |
| 2017               | Budapest (Hungría) | Medalla de bronce  | Combinación libre  |